# Station Bażanowice
Station Bażanowice is een spoorwegstation in de Poolse plaats Bażanowice.